# Anatya

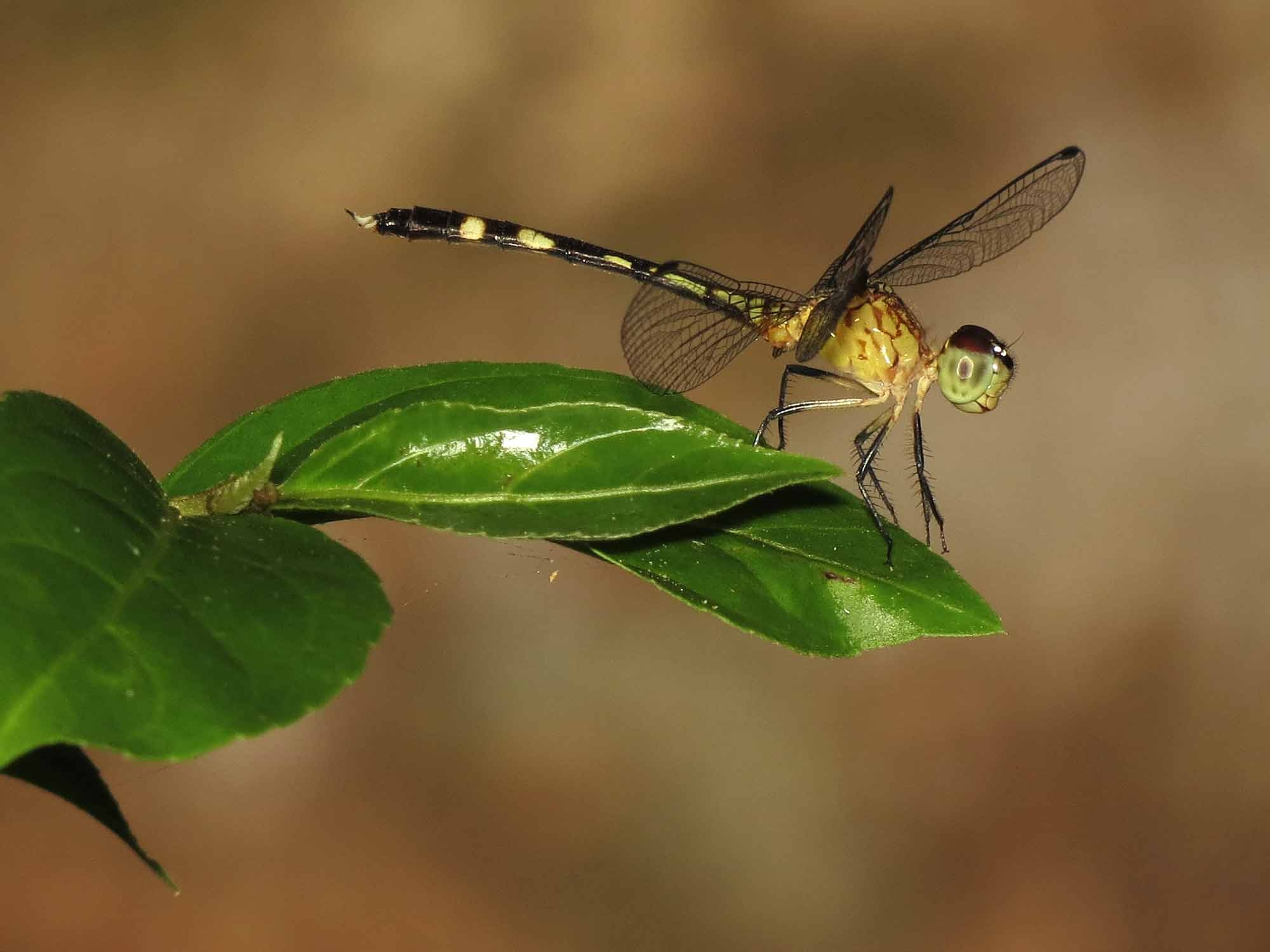
Anatya guttata, junges Männchen

Anatya ist eine aus zwei Arten bestehende Gattung der Großlibellen. Die Gattung gehört zur Segellibellen-Unterfamilie Brachydiplacinae und wurde 1889 durch William Forsell Kirby beschrieben. Als Generotyp diente die gleichzeitig neubeschriebene Art Anatya anomala. Das Verbreitungsgebiet erstreckt sich von Zentralmexiko bis in den Süden Brasiliens sowie nach Bolivien und Paraguay.

## Merkmale
Anatya-Arten sind mittelgroße Libellen und erreichen Längen zwischen 30 und 40 Millimetern. Die Grundfärbung der Arten ist schwarz und blau. Der Hinterleib (Abdomen) ist größtenteils schwarz mit leichten bläulichen und gelblichen Fleckchen auf der oberen Hälfte der Seiten des ersten bis siebten Segmentes. Der Teil des Brustkorbes, an dem die Flügel ansetzen, der so genannte Pterothorax, ist blässlich blau gefärbt. Die Postfrons ist schwarz bis metallisch blau oder gelb mit – bei ausgewachsenen Männchen – hellblauen Augen. Die Flügel sind durchsichtig und an der Basis des Hinterflügels auffallend schmal. Im Flügelbau fehlt die Medianschaltader (mspl.).

## Habitat und Lebensweise
Die Imagines der Gattung Anatya leben meist an kleineren Tümpeln und Kanälen, die entweder direkter Sonneneinstrahlung ausgesetzt sind oder im Halbschatten liegen. Die Männchen sitzen an sonnigen Standorten mit ausgebreiteten Flügeln und nach oben gerichteten Abdomen und warten auf vorbeifliegende Beute.

## Systematik
Zur Gattung werden heute die beiden folgenden Arten gezählt:
- Anatya guttata (Erichson, 1848)
- Anatya januaria Ris, 1911

Erstere beinhaltet als Synonym auch die ehemalige Typart Anatya anomala.

## Belege
1. 1 2 3 4  Garrison, von Ellenrieder, Louton: Dragonfly Genera of the New World. [S. 224f], The Johns Hopkins University Press, 2006, ISBN 0801884462